# Emiliano Villar
Emiliano Agustín Villar Vidal (Colonia del Sacramento, 21 ottobre 1999) è un calciatore uruguaiano, attaccante del Juan Pablo II College.

## Caratteristiche tecniche
È un centravanti.

## Carriera

### Club
Cresciuto nel settore giovanile del Boston River, ha esordito il 10 febbraio 2018 in occasione del match di campionato perso 3-1 contro i Montevideo Wanderers.

## Palmarès

### Competizioni nazionali
- Campionato uruguaiano: 1

Nacional: 2020